# Luukas Saha
Luukas Saha (7 de julho de 1998) é um judoca finlandês. Competiu nos Jogos Olímpicos de Verão de 2024 em Paris.
Conquistou uma medalha de bronze na Taça da Europa de seniores em Bratislava, em 2019. Luukas pertence à equipa de topo da Associação Finlandesa de Judo. Estuda Gestão de Empresas na Universidade de Tampere, mas o seu foco principal é o judô, sendo treinado por Rok Draksic desde setembro de 2020. Tornou-se campeão nacional finlandês em 2022. Conquistou a prata no Open da Oceania em Perth em 2023. Ganhou uma medalha de bronze no Grand Slam Qazaqstan Barysy 2024.